# 2 Dywizja Piechoty Legionów
2 Dywizja Piechoty Legionów (2 DP Leg.) – wielka jednostka piechoty Wojska Polskiego II RP.
W okresie II RP dowództwo 2 DP Leg. stacjonowała w  Kielcach. W jej skład w 1923 wchodziły: 2., 3. i 4. pułki piechoty Legionów.

W czasie kampanii wrześniowej dywizja walczyła w składzie Armii „Łódź”. Od 4 września biła się na głównej linii oporu pod Strońskiem. Jej 2 pp Leg. bronił Borowej Góry. 13 września dywizja przebijała się pod Ożarowem do Warszawy. Jej resztki dotarły  do Modlina i broniły twierdzy aż do jej kapitulacji.

## Formowanie i walki  o granice
21 lutego 1919 roku w Jabłonnie-Zegrzu została sformowana 1 Dywizja Piechoty Legionów. Początkowo występowała w składzie trzech pułków. Po zmianie koncepcji organizacyjnej całości piechoty Wojska Polskiego uzupełniono ją czwartym pułkiem. 23 maja 1919 roku została przemianowana na 2 Dywizję Piechoty Legionów. W skład dywizji wchodziła II Brygada Piechoty w składzie 2. i 3 pułki piechoty Legionów, oraz IV Brygada Piechoty z 4 pułkiem piechoty Legionów i 24 pułk piechoty. Dodatkowo 21 lutego 1919 utworzono II Brygadę Artylerii Polowej przemianowaną wcześniej z I Brygady Artylerii. Od 14 czerwca 1919, dla uniknięcia pomyłek, przy określaniu 1 bądź 2 Dywizji Piechoty Legionów obok nazwy dywizji należało podawać, w nawiasie, nazwisko dowódcy np. 1 Dywizja Piechoty Legionów (gen. Śmigły).

### Walki
16 kwietnia 1919 dwa bataliony dywizji  wzięły udział w zwycięskich walkach o Lidę. Po jej zdobyciu żołnierze 2 DP walczyli o Wilno. W nocy z 19 na 20 kwietnia wzięli udział w decydującym szturmie na miasto. Potem bronili Wilna odpierając kolejne uderzenia bolszewików. 

Dywizja w składzie Frontu Litewsko- Białoruskiego gen. Stanisława Szeptyckiego wzięła udział w walkach na kierunku północno-wschodnim. W okresie lata 1919 biła się pod Równem, Sarnami, Łunińcem, Baranowiczami, Mińskiem i Mołodecznem. W kierunku Mińska działała na głównym kierunku uderzenia. Następnie w swoim pasie natarcia wyparła nieprzyjaciela za Berezynę.

Wiosną 1920 wznowiono walki.  2 DP Leg. będąca w składzie 4 Armii gen. Szeptyckiego broniła się na szerokim odcinku frontu nad Berezyną i Dnieprem, a następnie prowadziła działania opóźniąjace aż do rejonu Bugu i Narwi. W lipcu dywizja weszła w skład 1 Armii gen. Gustawa Zygadłowicza. 6 sierpnia wzięła udział w udanym natarciu i zdobyła Brok. 
W Bitwie Warszawskiej dywizja udziału nie brała. W tym czasie obsadzała odcinek Wisły między Kozienicami a Dęblinem. 17 sierpnia skierowana została pod Hrubieszów. Tam, w nocy  z 20 na 21 sierpnia, oddziały dywizji operując w składzie grupy płk. Olszyny rozpoczęły zwycięskie natarcie na Hrubieszów. Po zajęciu miasta dywizja ścigała przeciwnika aż do Mołodeczna. Tam zastał ją rozejm.

### Mapy walk pułku

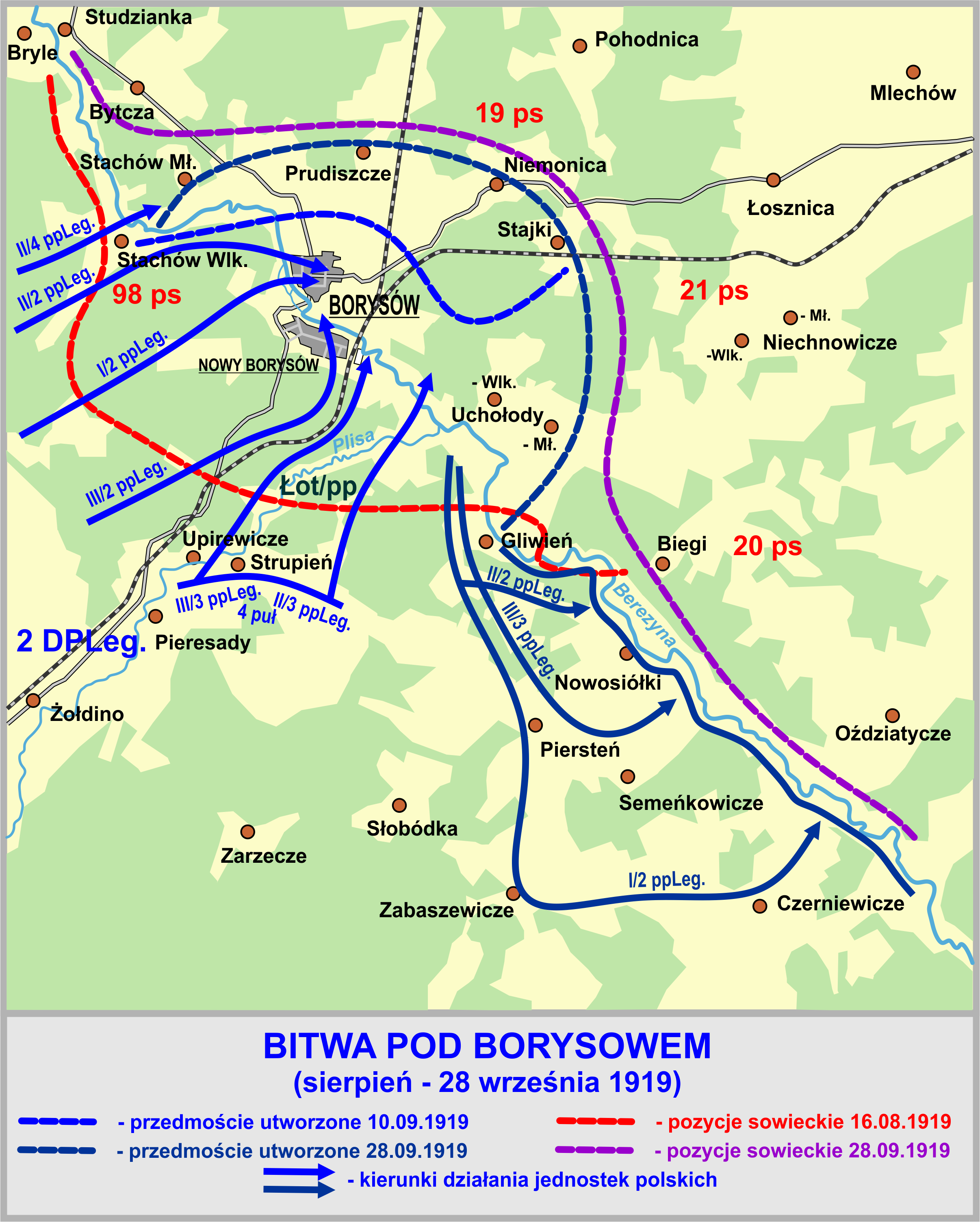
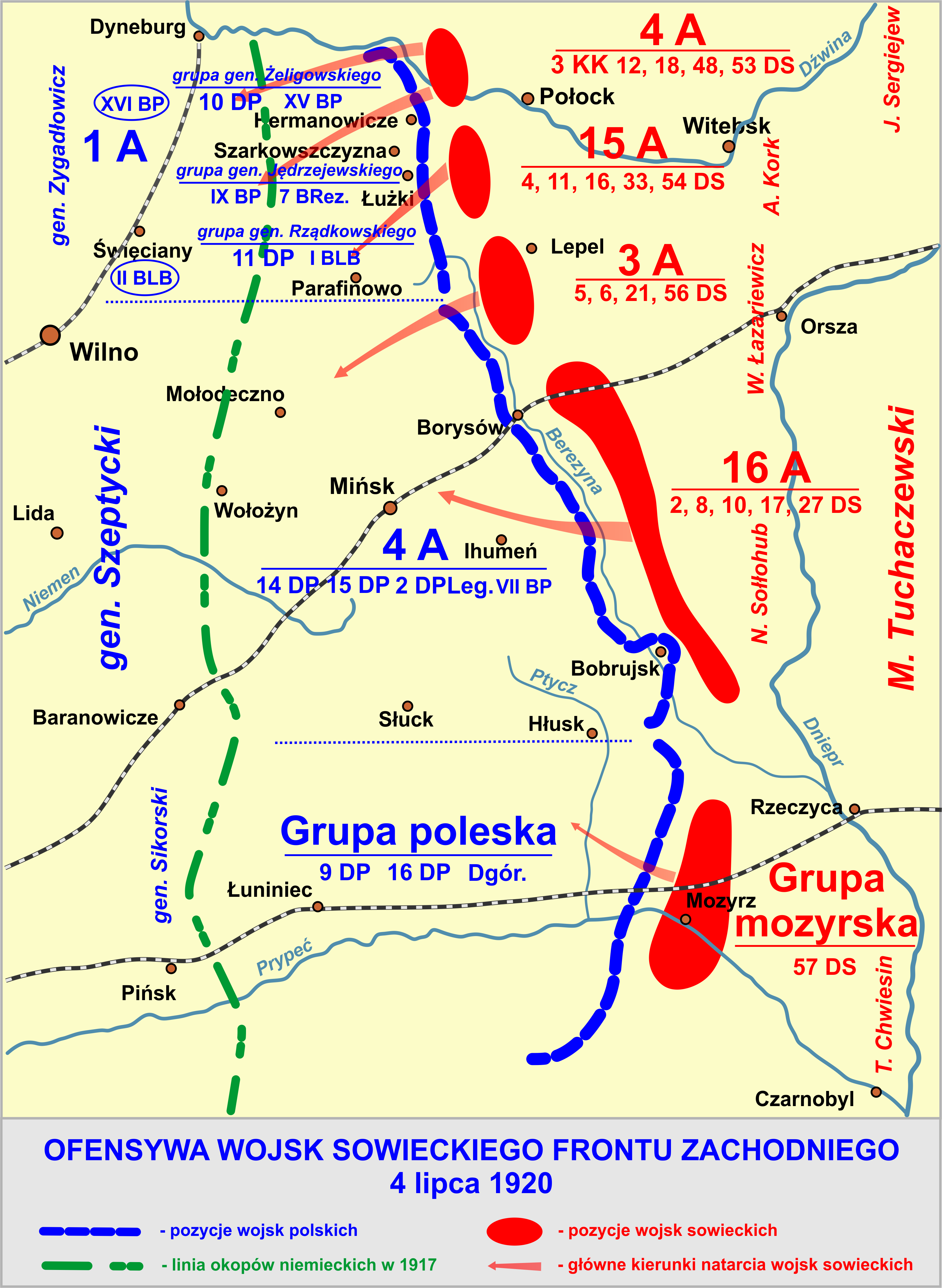
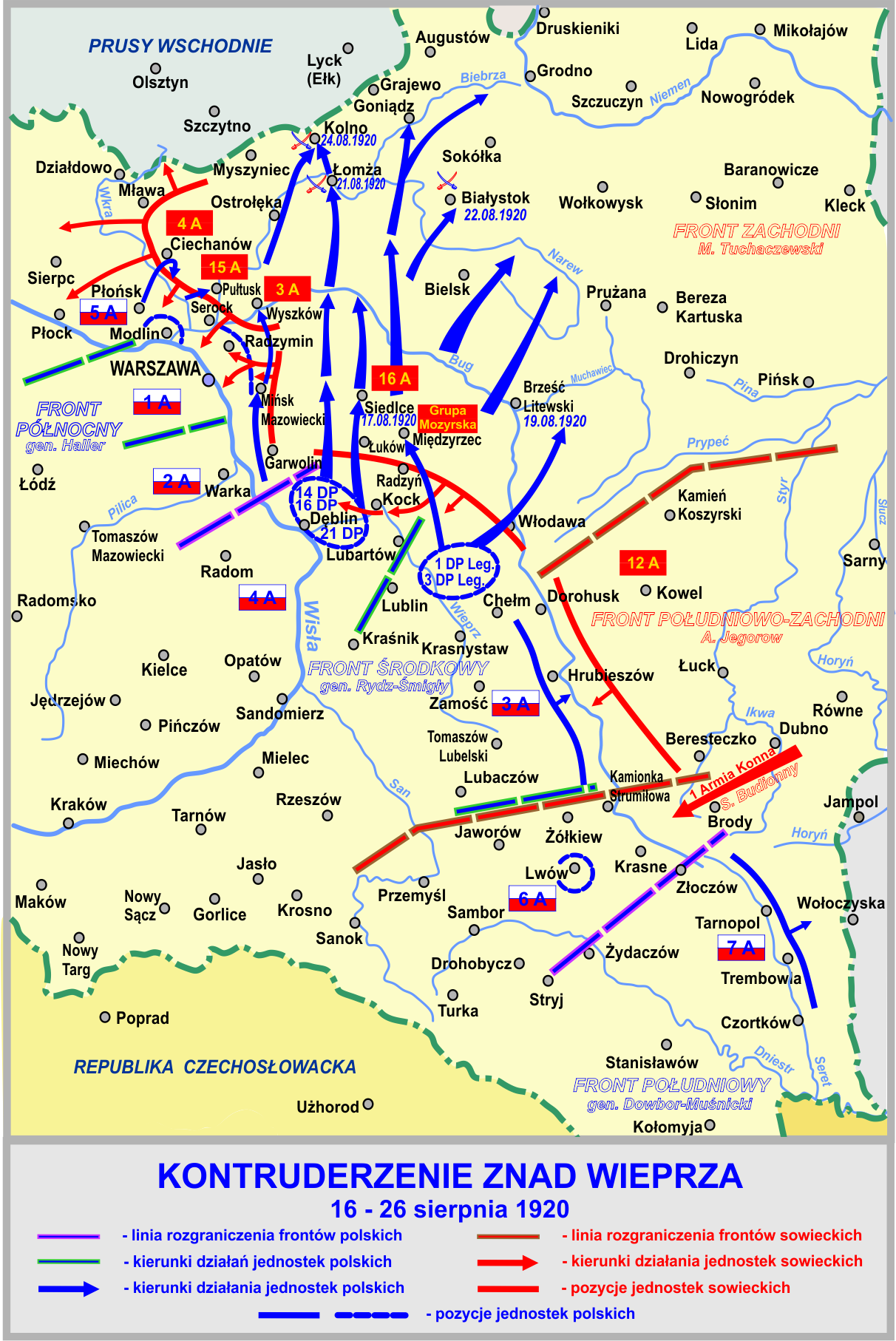
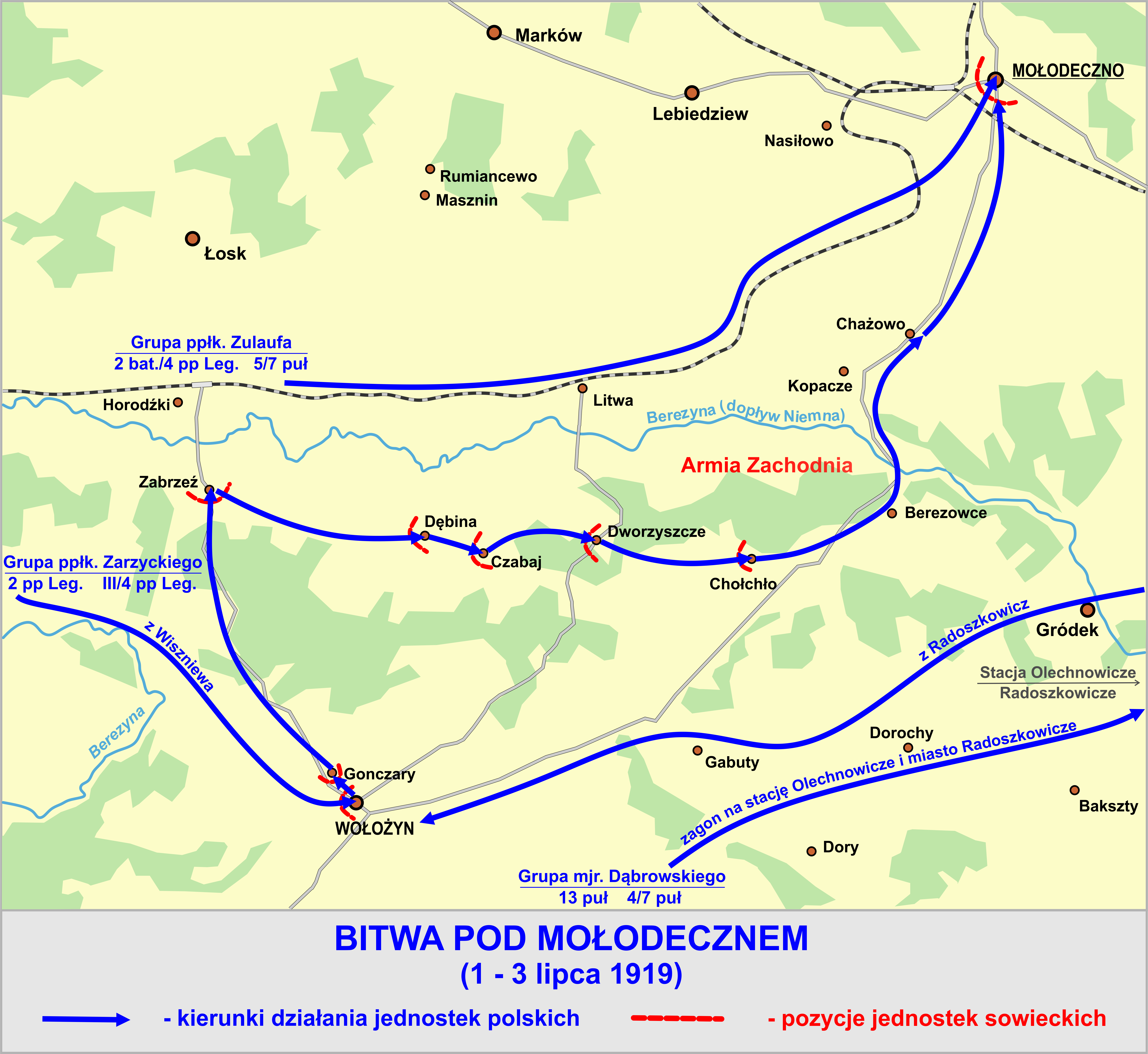
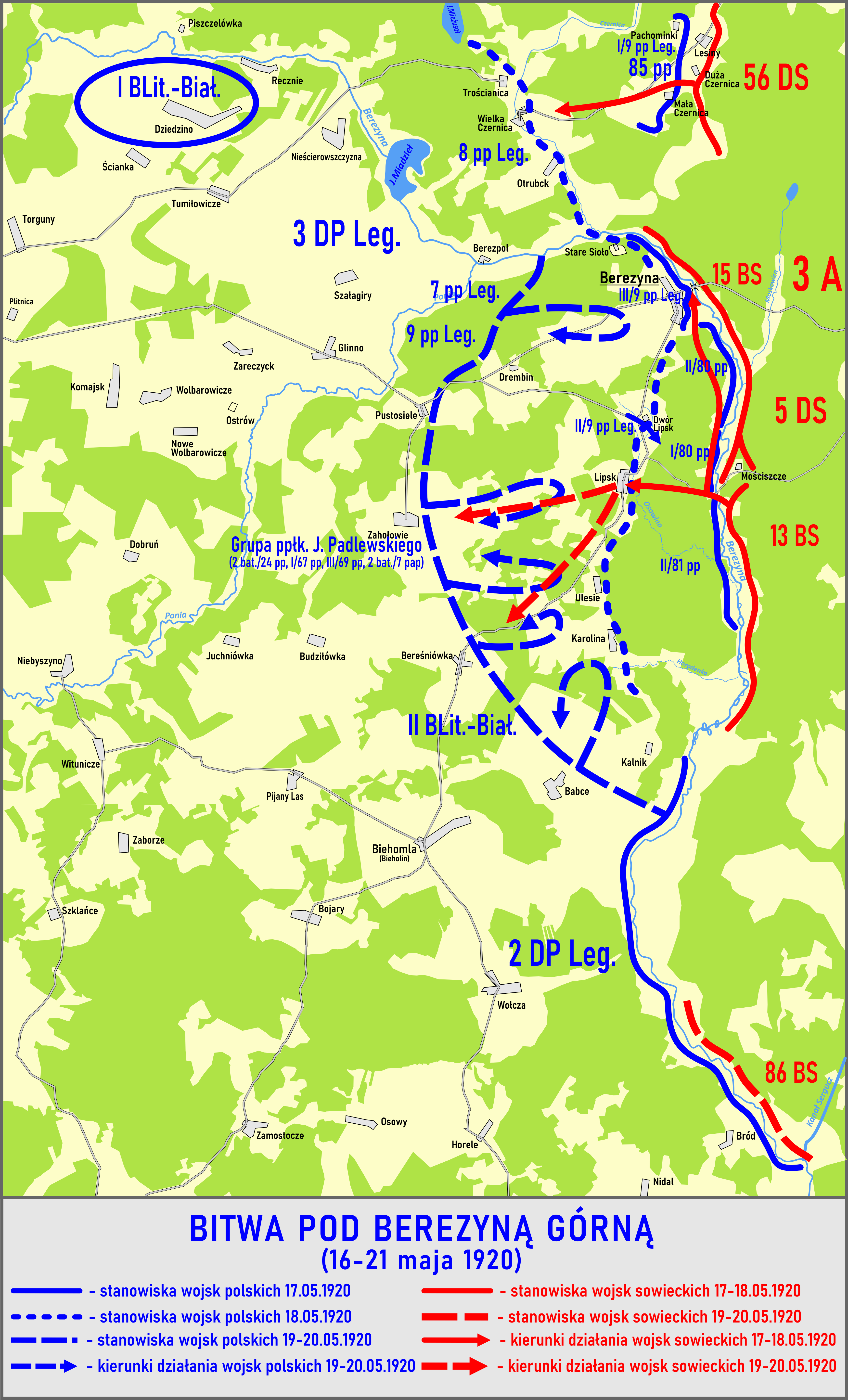
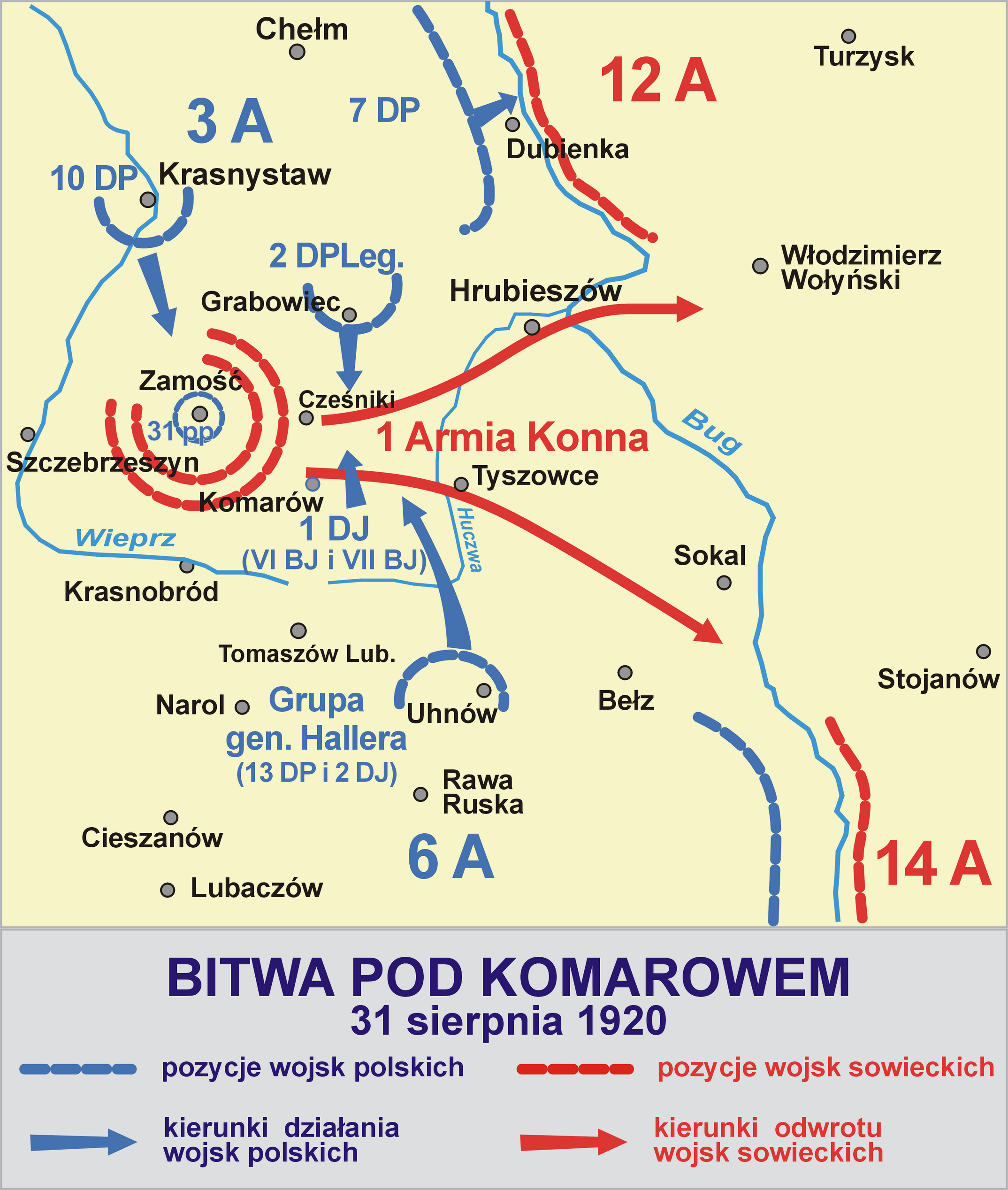
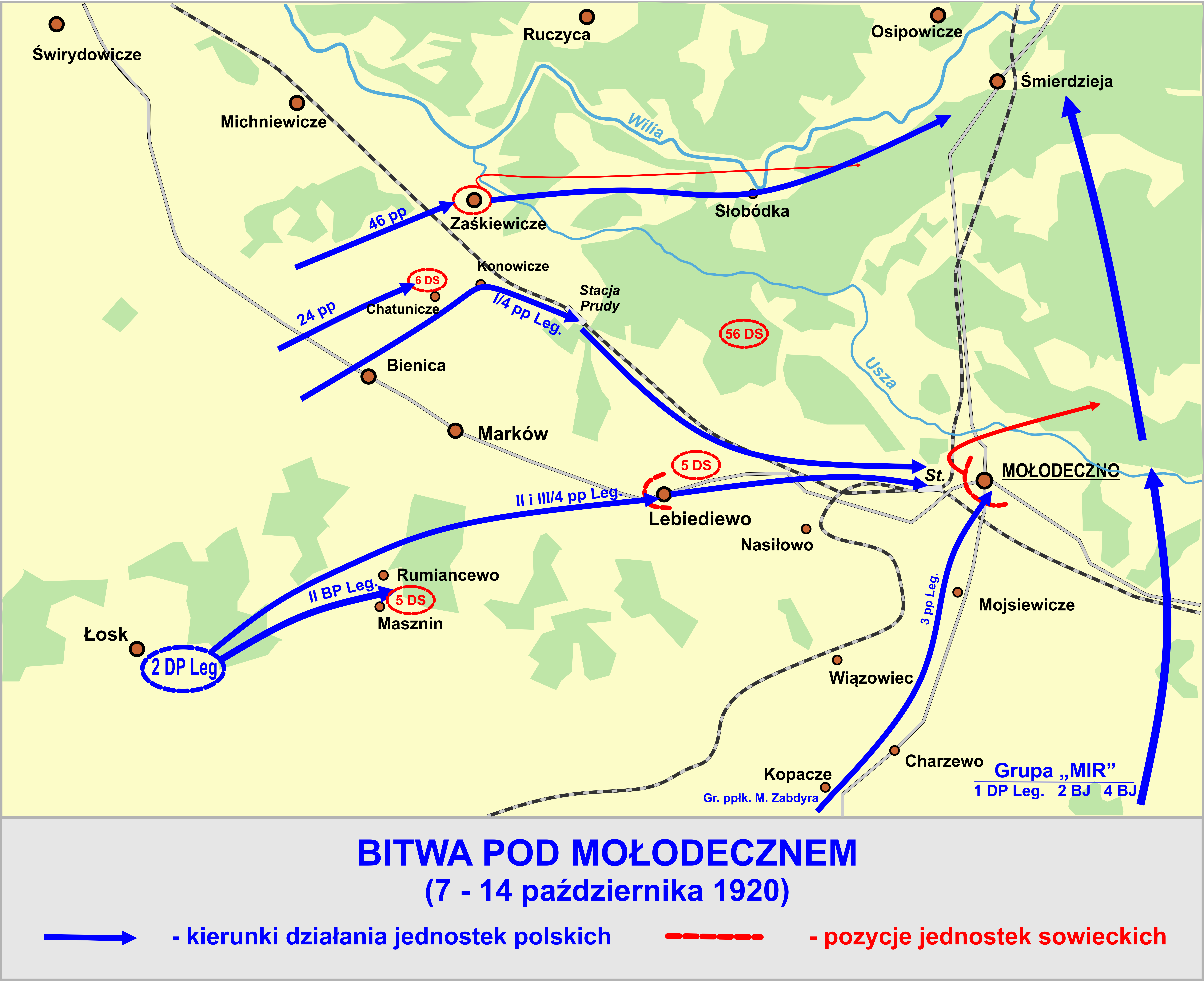

## Dywizja w okresie pokoju

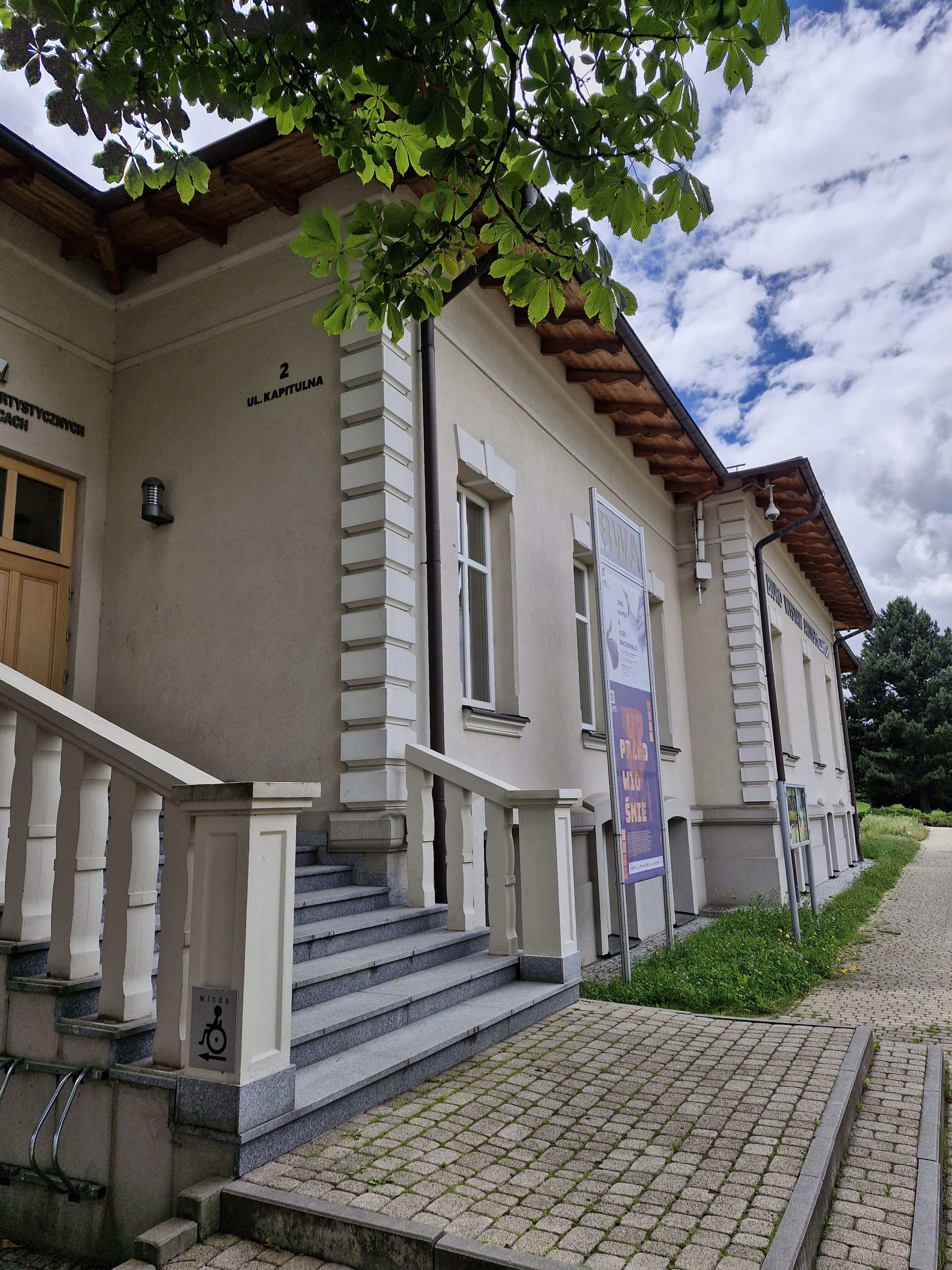
Budynek Dowództwa 2 DP w Kielcach przy ulicy Kapitulnej 2

Po zakończeniu wojny jednostki 2 DP pełniły służbę graniczną na Suwalszczyźnie. Po zakończeniu służby na granicy, w połowie 1922  jednostki  dywizji skierowane zostały do garnizonów pokojowych: 2 pułk piechoty do garnizonu Pińczów i Staszów, 3 pułk piechoty do Jarosławia i Niska, a 4 pułk piechoty, 2 pułk artylerii polowej i dowództwo dywizji do Kielc.
Wszystkie jednostki dywizji w latach 30. XX wieku posiadały status pułków typu I. Jedną z ważniejszych inwestycji była budowa w 1923 Obozu Ćwiczeń „Daleszyce”. Do wybuchu wojny odbywały się tam letnie ćwiczenia poborowych. Odbywały  się tam też ćwiczenia dywizyjne z udziałem jazdy i broni pancernej. Pod koniec marca 1939 dywizja wystawiła ponad 80-osobowy kontyngent żołnierzy do zmiany załogi Wojskowej Składnicy Tranzytowej na Westerplatte. Całością dowodził por. Leon Pająk.

### Obsada personalna w marcu 1939
Ostatnia „pokojowa” obsada personalna dowództwa dywizji:
| Stanowisko                    | Stopień, imię i nazwisko               |
| ----------------------------- | -------------------------------------- |
| dowódca dywizji               | płk Jan Surówka                        |
| I dowódca piechoty dywizyjnej | płk dypl. Stefan Paweł Rowecki         |
| szef sztabu                   | ppłk dypl. Mieczysław Pęczkowski       |
| I oficer sztabu               | kpt. dypl. Józef Henryk Schirmer       |
| II oficer sztabu              | kpt. Kazimierz Godzisław i             |
| komendant rejonu PW konnego   | mjr kaw. Lucjan Antoni Szymański       |
| dowódca łączności             | mjr łączn. Stefan Prokop               |
| oficer taborowy               | rtm. adm. Józef I Burzyński            |
| oficer intendentury           | kpt. int. Witold Aleksander Broniewski |

## Dywizja w kampanii wrześniowej

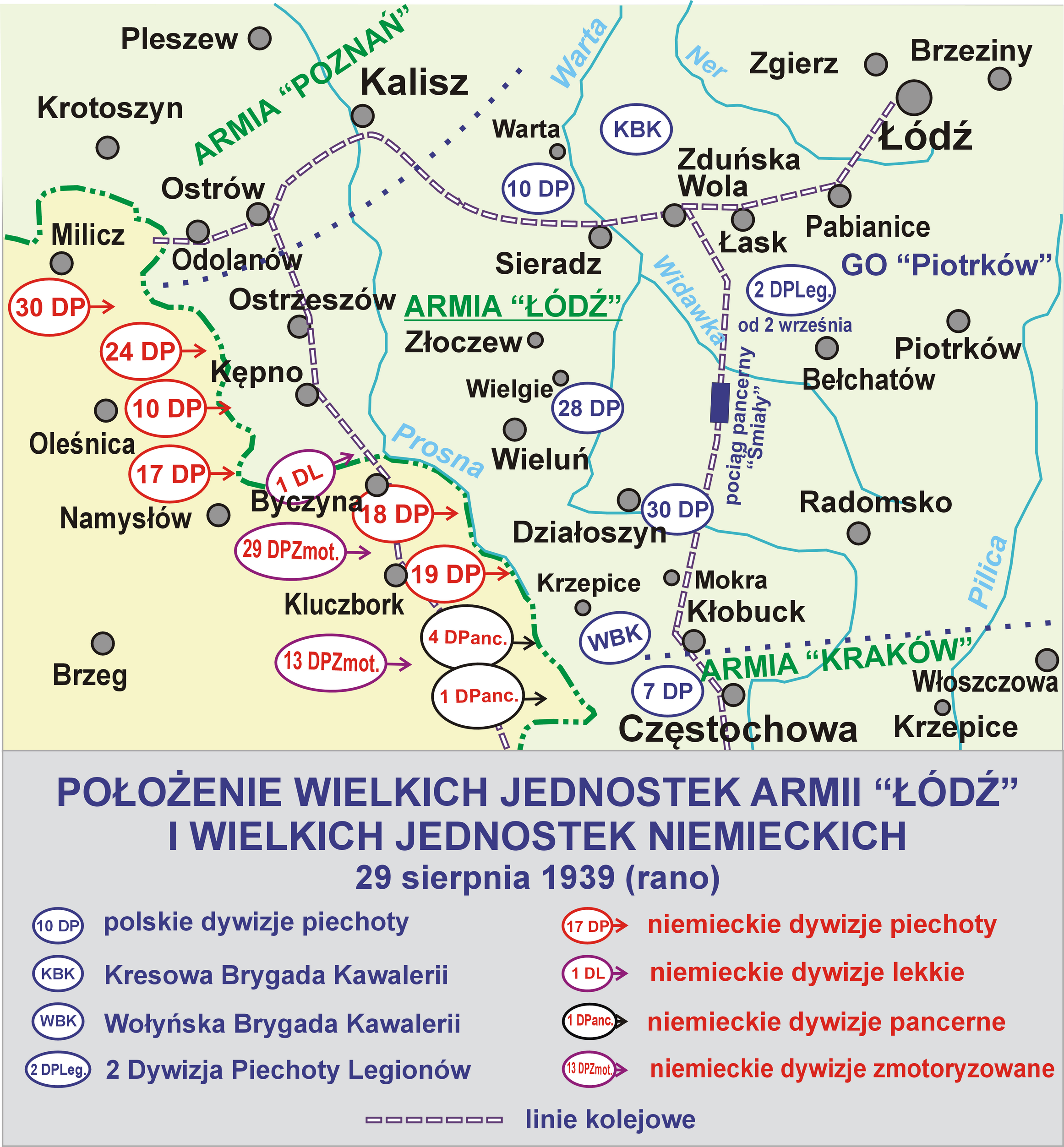
Od 2 września 1939 dywizja walczyła w składzie Armii „Łódź”

### Dywizja w odwodzie armii
Wysunięte nad granicę siły główne Armii „Łódź” nawiązały 1 września od  5.00 styczność bojową z przeważającymi siłami nieprzyjaciela w całym pasie działania Armii. Walczono głównie na skrzydłach, lecz na całym froncie wystąpiło przeciw polskim oddziałom bardzo intensywnie niemieckie lotnictwo bombowe i nurkowe.
W pierwszych dniach wojny 2 Dywizja Piechoty Legionów pod dowództwem płk. dypl. Jana Surówki znajdowała się w odwodzie  Armii „Łódź” gen. Juliusza Rómmla.
Do 5 września
1 września wyładowała się w rejonie Łaska i skoncentrowała oddziały pod Zelowem. 
Wieczorem 2 września odesłano  do Bełchatowa do dyspozycji gen. Thomrnee 2 pułk piechoty Legionów z zadaniem zorganizowania obrony odcinka „Góra Borowa” w przedłużeniu pozycji 30 Dywizji Piechoty. Pułk otrzymał wzmocnienie w postaci 7 batalionu ckm.
Był on pierwszą jednostką dywizji, która weszła do walki. Pułk,  razem z 7 batalionem ckm, batalionem marszowym 146 pp i oddziałem zwiadu z 2 DPLeg.  uczestniczył w walkach pod Borową Górą z niemiecką 4 DPanc. Pozostała część dywizji stała ciągle w odwodzie.
3 września w godzinach porannych skierowany został do dyspozycji dowódcy 10 Dywizji Piechoty 4 pułku piechoty Legionów wzmocniony dywizjonem artylerii lekkiej. Miał on stanowić miejscowy odwód, albo też obsadzić odcinek 31 pułku piechoty. W pas obrony 10 DP przybył około 22.00. Tu czekał go nowy rozkaz dowódcy Armii nakazujący nakazujący mu natychmiastowy odmarsz do  Luciejewa do dyspozycji dowódcy 28 Dywizji Piechoty gen. Ankowicza.

W tym czasie zgrupowanie 2 pp Leg z dywizjonem 2 pal, wzmocnione 7 batalionem ckm, ufortyfikowało odcinek „Góra Borowa”. W jego przedłużeniu zaczął improwizować obronę nad rzeczką Prudką, po jej ujście do rz. Luciąży, ppłk Pollak dwoma batalionami 146 pułku piechoty i oddziałami marszowymi. 
Stacjonująca nadal w odwodzie 2 DP (bez dwu pułków i dwu dywizjonów artylerii  lekkiej) otrzymała rozkaz przesunięcia się w nocy do rejonu Zelowa.
Zapowiedziane jako wzmocnienie zgrupowanie 4 ppleg przymaszerowało o godz. 22 do 10 DP, lecz zastało tam nowy rozkaz dowódcy Armii, nakazujący mu natychmiastowy odmarsz do m. Luciejów do rozporządzenia dowódcy 28 DP gen. Bończy-Uzdowskiego.
4 września doszło do pierwszych walk na pozycji głównej. Największy napór przeciwnika zaznaczył się na obydwu skrzydłach Armii. Około 16.00 4 pp Leg. wszedł w ugrupowanie 28 DP jako jej odwód. Dywizjon artylerii wzmocnił artylerię dywizyjną 28 DP. Zgrupowanie 2 pp Leg. ufortyfikowało się  na Górze Borowej i miało styczność tylko z podjazdami pancernymi. W tym dniu 2 DP (bez dwu pułków i dwu dywizjonów lekkich) znajdowała się w okolicach Zelewa w odległości 30 km od 10 DP, 15 km od 28 DP.
Od 4 września 4 pp Leg. bronił głównej pozycji obronnej pod Strońskiem nad Wartą i Zapolicami na skrzydle 10 DP, a 3 pp Leg. walczył pod lasem Murzynek i miejscowością Wygiełzów.
5 września 4 pp wziął udział w natarciu na Strońsko i Zapolice, ale wobec braku wsparcia artylerii i spóźnionego wkroczenia na pole bitwy 3 pułku piechoty,  „czwartacy” ponieśli znaczne straty. W międzyczasie trwały zacięte walki 2 pułku piechoty płk. Czyżewskiego o Borową Górę i Rozprzę. W nocy 5 września oddziały dywizji dostały rozkaz wycofania na północny wschód.

### Działania opóźniające
6 września
Nocą z 5 na 6 września dywizja rozpoczęła przegrupowanie w kierunku na Łask. Sztaby 2 i 28 DP nie uzgodniły dróg odwrotu swoich pododdziałów i w czasie marszu nastąpiło przemieszanie się kolumn. W godzinach popołudniowych 2 DP osiągnęła rejon lasów Wronowice oraz las płn. Kolumna i przyjęła ugrupowanie obronne. Na prawym skrzydle bronił się 3 pp z I/2 pal ugrupowując się na zachodnim skraju lasu Rembów – Wola Stryjewska; na lewym skrzydle bronił się 4 pp z II/2 pal zajmując rejon zachodni skraju lasu Wronowice, szosa Łask – Pabianice. Kawaleria dywizyjna ubezpieczała na zachód od Anielina; a 92 kompania czołgów rozpoznawczych i kompania kolarzy na zachód od Łaska. Stanowisko dowodzenia dywizji rozwinięto 10 km za broniącymi się pułkami w Piątkowisku. Dowódca dywizji nie miał kontaktu z oddziałami  z GO gen. Dindorfa-Ankowicza i nie uzgodnił z nimi współdziałania.

Około 16.00 pod Łask podeszły czołowe elementy rozpoznawcze niemieckiej 17 DP, które po godzinnej walce odrzuciły dywizyjne ubezpieczenia. Do wieczora siły główne 17 DP nie podeszły przed przedni skraj obrony. w tych komfortowych warunkach płk Dojan-Surówka zdecydował przegrupować dywizję  nocą z 6 na 7 września w rejon Konstantynów – Srebrna, gdzie miała przejść do obrony, z przednim skrajem na Nerze w pasie Mirosławice – Lublinek. Po przyjęciu ugrupowania marszowego oddziały rozpoczęły przegrupowanie marszrutami: Poleszyn, Dobroń, Kudrowice, Konstantynów.  Stanowisko dowodzenia 2 DP rozwinęło się w Radogoszczy w pasie działania GO gen. Dindorfa-Ankowicza, a pomimo to dowódcy nie uzgodnili współdziałania podległych oddziałów.
7 września
We wczesnych godzinach rannych 7 września oddziały 2 DP (bez 2 pp) osiągnęły  nakazany rejon Konstantynów – Srebrna. Dowódca dywizji zdecydował jednak nie rozwijać obronnie pułków na rubieży Neru, lecz maszerować dalej do rejonu Wola Cyrusowa – Skoszewy. W tym czasie niemiecka 10 DP ruszyła z rejonu Szadka i była oddalona około 30 km od oddziałów polskich, a 17 DP maszerując sprzed Łaska około  20 km od przedniego skraju obrony polskiej 28 DP. Uderzenie niemieckiego 13 KA mogło nastąpić przypuszczalnie w południe, a na kierunku Konstantynowa — nawet w godzinach popołudniowych. Dywizja miała także zabezpieczone skrzydła. Na prawo w kierunku Aleksandrów – Zgierz działały wojska GO gen. Dindorfa-Ankowicza, a na lewo w rejonie od Pabianic i Gór Wolskich działała 28 Dywizja Piechoty. Wobec powyższego  decyzja do wydłużenia przegrupowania nie miała taktycznego uzasadnienia, tym bardziej że oddziały dywizji  potrzebowały odpoczynku, a marsz dzienny narażał je na uderzenia lotnicze.
Od  9.00 oddziały dywizji dywizja ruszyły do nowego rejonu bez żadnego oddziaływania ze strony nieprzyjaciela. Około południa przechodziły przez Łódź, a ludność cywilna zaopatrywała żołnierzy w żywność, ale nieuzasadniony pośpiech uniemożliwił dywizji uzupełnienie zapasów w łódzkich magazynach wojskowych. Na odcinku Nowosolna – Skoszewy przegrupowujące się oddziały 2 DP spotkały się z działalnością dywersji niemieckiej. Późną nocą dywizja osiągnęła nakazany rejon. 3 pp ześrodkował się  w lesie na północ od Woli Cyrusowej, a 4 pp w lesie na wschód od Skoczew, natomiast kawaleria dywizyjna miała prowadzić rozpoznanie w kierunku na Stryków. Na rozwinięte w lesie na zachód od Kamienia stanowisko dowodzenia napadli je niemieccy dywersanci. Rozproszony został sztab 2 DP zebrał się około północy w rejonie ześrodkowania 3 pp, w gajówce na północnym skraju lasu, na zachód od Lubowidza.
W nocy na 8 września płk Dojan-Surówka otrzymał rozkaz od dowódcy podgrupy taktycznej (2 i 28 DP), gen. Bończy-Uzdowskiego, do dalszego przegrupowania dywizji za Mrogę. Tam dywizja miała  miała przejść do obrony w pasie (wył.) Głowno, (wył.) Kamień. Przejście 2 DP do obrony według otrzymanego zadania wymagało 10-kiłometrowego przegrupowania, co było trudne do zrealizowania ze względu na skrajne przemęczenie oddziałów.
8 września
8 września dywizja walczyła na południe od Głowna na pozycji nad rzeką Mrogą, gdzie nastąpiło ponowne połączenie dywizji z 2 pp Leg. 
Dywizja przyjęła ugrupowanie jednorzutowe. Na prawym skrzydle zajął obronę 3 pułk piechoty wspierany przez 2 dywizjon artylerii ciężkiej, na lewym 4 pułk piechoty  z II/2 pal, w centrum bronił się słaby batalion 146 pułku piechoty ppłk Topczewskiego. Kierunek na Głowno  zabezpieczały pozabatalionowe pododdziały 146 pp. Stanowisko dowodzenia dywizji rozwinęło się w Zajrzewie. Kawaleria dywizyjna, kompania kolarzy i drugi rzut sztabu dywizji oderwały się i wycofały w kierunku Warszawy.

 Przed południem gen. Thommee omówił  plan dalszego odwrotu z dowódcą piechoty dywizyjnej płk. dypl. Staichem. 
W nocy z 8 na 9 września po ataku dywersantów niemieckich na sztab dywizji, dowódca dywizji płk Surówka doznał załamania nerwowego i wraz z szefem sztabu dywizji ppłk dypl. Mieczysławem Pęczkowskim i mjr. Prokopem wsiadł do samochodu i odjechał. 9 września dowództwo dywizji objął płk dypl. Antoni Staich. Wycofująca się dywizja dostała rozkaz do obrony nad Rawką.
W tym czasie niemiecka 10 Dywizja Piechoty nie utrzymywała ciągłej styczności ogniowej z broniącą się na Mrodze polską 2 DP. 4 pułk piechoty otrzymywał rozbieżne rozkazy do wycofania się w kierunku Skierniewic lub pozostawania w na rubieżach obronnych. Od broniących się głównych sił dywizji odłączyło się dowództwo 2 pułku artylerii lekkiej z I/2 pal. We wczesnych godzinach rannych dowódca 2 DP rozpoczął przegrupowanie swoich sił po jednej marszrucie na kierunku: Kuźmy – Bobrowa – Chlebów – Skierniewice. 5/2 pal nie otrzymała rozkazu do odmarszu i po odejściu własnej piechoty kontynuowała walkę.
Zerwanie styczności ogniowej z nieprzyjacielem i skryty manewr dywizji były zaskoczeniem dla Niemców. Około 8.00 artyleria niemieckiej 10 DP wykonała ogniowe przygotowanie ataku na opuszczone pozycję 4 pułku piechoty. 

W lesie pod Bobrową 2 DP zatrzymała się na dłuższy odpoczynek i porządkowała oddziały. Po wykonaniu 20-kilometrowego przemarszu z rejonu Grzmiącej dołączył do swojej macierzystej dywizji 2 pułk piechoty.

W godzinach popołudniowych dywizja rozpoczęła przegrupowanie na Maków. Jako ariergarda maszerował 3 pułk piechoty. Obsadzał on kolejno rubieże: Trzcianka, Bobrowa, Chlebów i na wschód od Makowa. Przejściowym rejonem ześrodkowania 2 DP był Maków. Stąd około 18.00 dywizja ruszyła do dalszego nocnego marszu na Rawkę.

### Przebijanie się w kierunku Warszawy
Po 10 września
10 września na rozkaz nowego dowódcy Armii „Łódź”, gen. Wiktora Thommée, 2 DPLeg. wraz z 28 DP i 30 DP miała przebijać się w kierunku na Warszawę. Po początkowych sukcesach w ciężkich walkach o Brwinów, Mszczonów i Błonie, a następnie Ołtarzew i Ożarów, dywizje zostały powstrzymane przez siły niemieckich XI i XVI Korpusów Pancernych. Walki 2 DP Leg. pod Ołtarzewem–Ożarowem, a szczególnie 2 pp Leg., opóźnił przemarsz sił niemieckich, które zdążały spod Warszawy w kierunku działań nad Bzurą. Niemcy pozostawili pod Warszawą tylko część swoich sił, co zmniejszyło ich aktywność w obleganiu stolicy.
12 września
Przed północą 11 września natarcie 4 pułku piechoty zostało zatrzymane. Dowódca pułku  ppłk Laliczyński zdecydował jednak kontynuować działania nocne. Ponadto dowódca 2 pp, płk Czyżewski, do walki wprowadził  swój II batalion, co spotęgowało uderzenia 4 pp. Artyleryjskie wsparcie natarcia w ograniczonym zakresie zabezpieczały II i III/2 pal. Do świtu 12 września punkt oporu w Święcicach został zdobyty, a rozbite pododdziały pzmot SS Leibstandarte Adolf Hitler na tym kierunku broniły się już tylko słabymi grupami.

Dowódca 2 DP nie wykorzystał nocnego powodzenia swoich pułków na głównym kierunku natarcia i nie wprowadził do walki swojego drugiego rzutu. Istniała szansa uchwycenia Ołtarzewa i Ożarowa, w których gęsta zabudowa w znacznym stopniu chroniłaby piechotę przed bronią pancerną. Dowódca 2 DP nie wprowadził do działań także 3 pp na pomocniczym kierunku a ppłk dypl. Berek po uchwyceniu rejonu Wawrzyszew – Leszno oczekiwał dalszych rozkazów.
Około  10.00 na stanowisko dowodzenia 2 DP przybył dowódca GO gen. Thommee i zapoznał się z położeniem dywizji. W tym też czasie otrzymano wiadomość, że w rejonie Zaborówka jest ześrodkowana 8 DP  płk. dypl. Furgalskiego  z Armii „Warszawa”. O 14.00 na SD 2 DP płk Staich nawet udało się osiągnąć Warszawę. Ponadto od godz. 13.00 do 14.00 12 września p.o. dowódcy dywizji płk dypl. Staich przeprowadził odprawę ze swoimi podwładnymi. Ustalono na niej, że wyczerpane walką I i III/4 pp zostaną skierowane w rejon Błonia na odpoczynek. Dalsze natarcie w kierunku  Witki, Pogroszew i Umiastów miał prowadzić 3 pułk piechoty, a 2 pułk piechoty stanowić odwód.  4 pp (bez II/4 pp) powinien uporządkować pododdziały i osłaniać dywizję od zachodu. Natomiast odwodowy II/4 pp miał nacierać wzdłuż szosy warszawskiej w kierunku na Ołtarzew – Ożarów. Gotowość do natarcia wyznaczono 16.00. Natarcie 2 DP miało być skorelowane z działaniami 8 Dywizji Piechoty.
Natarcie 2 DP wyszło dopiero o 18.30, czyli z ponad czterogodzinnym opóźnieniem w stosunku do 8 DP. Nacierające  bataliony 3 pp napotkały słaby opór ubezpieczeń i około 22.00 osiągnął Pogroszew. Natomiast II/4 pp nie nawiązał styczności ogniowej z pododdziałami pzmot SS Leibstandarte Adolf Hitler, gdyż wycofały się one na nową rubież obrony pod Ołtarzewem. Dowódca batalionu zatrzymał natarcie w rejonie Płochocina i oczekiwał dalszych rozkazów. Późnym wieczorem gen. Thommee powiadomił płk. dypl. Staicha, że dywizja ma być użyta na zachodnich wylotach Puszczy Kampinoskiej dla podania ręki armii pomorsko-poznańskiej.

### Obrona Modlina
W rezultacie 13 września zmieniono kierunek odwrotu na Modlin. Resztki dywizji jeszcze tego samego dnia w składzie zgrupowania gen. W. Thommée dotarły do Modlina, gdzie od 14 września broniły twierdzy na odcinku obronnym wokół Zakroczymia do jej kapitulacji 29 września. Wielu żołnierzy dywizji zostało zamordowanych przez Niemców już po ogłoszeniu rozejmu w dniu 28 września.

### Organizacja wojenna dywizji w 1939
- Kwatera Główna 2 Dywizji Piechoty Legionów
  - kompania sztabowa – kpt. Kazimierz Korzeniowski
  - kompania gospodarcza
  - sąd polowy
  - poczta polowa
- 2 pułk piechoty Legionów
- 3 pułk piechoty Legionów
- 4 pułk piechoty Legionów
- 2 pułk artylerii lekkiej Legionów
- 2 dywizjon artylerii ciężkiej
- 2 batalion saperów
- bateria motorowa artylerii przeciwlotniczej nr 2
- kompania telefoniczna 2 DP Leg.
- pluton radio 2 DP Leg.
- pluton łączności KG 2 DP Leg.
- drużyna parkowa łączności 2 DP Leg.
- szwadron kawalerii dywizyjnej nr 2
- samodzielna kompania km i broni towarzyszących nr 101 – ppor. rez. Jan Stefan Gruszka
- kompania kolarzy nr 101 – ppor. Wacław Jan Bejczek
- pluton taborowy nr 2
- pluton pieszy żandarmerii nr 2
- park intendentury nr 11

### Obsada personalna Kwatery Głównej w 1939
- dowódca - płk dypl. Jan Surówka (do 8 IX 1939)
- dowódca piechoty dywizyjnej – płk dypl. Antoni Staich (od 8 IX 1939 dowódca dywizji)
- dowódca artylerii dywizji – płk dypl. Henryk Romiszowski
- dowódca saperów – mjr Franciszek Kostek
- dowódca kawalerii dywizyjnej - mjr Stanisław Nakoniecznikoff-Klukowski
- szef sztabu – ppłk dypl. Mieczysław Pęczkowski (do 8 IX 1939)
- oficer operacyjny – kpt. dypl. Zygmunt Szydłowski (od 8 IX 1939 szef sztabu dywizji), kpt. Stefan Franciszek Krasnodębski (od 8 IX 1939)
- dowódca łączności – mjr Stefan Prokop
- kwatermistrz – kpt. dypl. Jan Ferdynand Ender
- szef służby zdrowia - mjr lek. Józef Wiloch

## Obsada personalna Dowództwa 2 DP Leg.
Dowódcy dywizji
- gen. ppor. Bolesław Roja (II – VIII 1919)
- gen. Henryk Minkiewicz (VIII 1919 – VIII 1920)
- płk Michał Żymierski (VIII 1920 – 1921)
- gen. bryg. Aleksander Narbut-Łuczyński (1921 – 20 V 1930)
- gen. bryg. Juliusz Zulauf (20 V 1930 – IV 1938)
- płk piech. Jan Surówka (IV 1938 – IX 1939)
- płk dypl. Antoni Staich (od 8 IX 1939)

Dowódcy piechoty dywizyjnej
- płk piech. Mieczysław Smorawiński (IX 1921 – III 1927)
- płk piech. Brunon Olbrycht (IV 1927 – I 1930 → komendant Doświadczalnego Centrum Wyszkolenia[45])
- płk dypl. piech. Stanisław Borowiec (VI 1930[46] – 1934)
- płk piech. Jan Surówka (XII 1934[47] – IV 1938 → dowódca dywizji)
- płk dypl. piech. Stefan Rowecki (VII 1938 – VI 1939)
- płk dypl. piech. Antoni Staich (VI – 8 IX 1939)

Szefowie sztabu
- kpt. SG Tadeusz Leon Sheybal (od VII 1921[48])
- kpt. / mjr SG (art.) Wiktor Czopp (1923 – 15 X 1924 → dowódca III/2 pap[49])
- mjr / ppłk SG (piech.) Zygmunt Jerzy Kuczyński (15 X 1924 – 12 IV 1926 → zastępca dowódcy 2 pp Leg.)
- mjr SG (sap.) Konrad Pokorny-Ruszczyc (IV 1926[50] – X 1927 → szef Oddziału Wyszkolenia DOK II[51])
- mjr SG (piech.) Tadeusz II Rudnicki (X 1927[52] – 15 IX 1929 → DOK IV[53])
- mjr dypl. Mieczysław Karol Dobrzański (1 IX 1929 – 23 X 1931 → dowódca 1 batalionu strzelców)
- mjr dypl. Wacław Sosnkowski (X 1931[54] – X 1932 → DOK VI[55])
- mjr / ppłk dypl. piech. Aleksander Bieniecki (X 1932[55] – VI 1933 → zastępca dowódca 4 pp Leg.[56])
- mjr dypl. piech. Władysław Józef Czyrko (od VII 1933[57])
- ppłk dypl. Mieczysław Pęczkowski (1937 – 8 IX 1939)
- kpt. dypl. Zygmunt Szydłowski (8 – 29 IX 1939)

Kapelani
- ks. mjr Franciszek Łuszczki (25 XI 1919 – 1 V 1921 →  proboszcz dywizji)[58]

### Żołnierze Dywizji (w tym OZ) – ofiary zbrodni katyńskiej
Biogramy zamordowanych znajdują się na stronie internetowej Muzeum Katyńskiego
| Nazwisko i imię   | stopień | zawód             | miejsce pracy przed mobilizacją | zamordowany |
| ----------------- | ------- | ----------------- | ------------------------------- | ----------- |
| Słupecki Bogusław | kapitan | żołnierz zawodowy |                                 | Charków     |

## Odtworzenie dywizji w ramach Armii Krajowej
W wyniku akcji odtwarzania przedwojennych jednostek wojskowych powstała w 1944 2 Dywizja Piechoty Legionów AK „Pogoń” pod dowództwem ppłk. Antoniego Żółkiewskiego ps. „Lin” (Okręg Radom-Kielce AK).